# السعيد السيد عبادة
 السعيد السيد عبادة (1353- 1445 هـ/ 1934- 2023 م) من علماء العربية، باحث ومحقِّق مصري، وأديب ناقد، وأستاذ البلاغة والنقد الأدبي في كلية اللغة العربية بجامعة الأزهر، من المختصِّين بدراسة الشاعر أبي العلاء المعرِّي وشعره وآثاره، وعضو هيئة كبار العلماء بالأزهر الشريف، وعضو اتحاد كتَّاب مصر، وعضو رابطة الأدب الإسلامي العالمية.

## ولادته وتحصيله
ولد في قرية شَبَاس عُمَير، بمحافظة كفر الشيخ في يوم الثلاثاء 22 من شهر صفر عام 1353هـ /5 يونيو (حَزِيران) عام 1934م.
وهو ينتسب إلى أسرة عريقة في الدين والعلم، فجدُّه فضيلة الشيخ السيِّد عُبادة كان أحدَ حفَّاظ القرآن الكريم بقريته في النصف الثاني من القرن التاسع عشر الميلادي، وكان عفيفَ اليد ورعًا لم يتكسَّب بإقراء القرآن. وعمُّه فضيلة الشيخ عبد الباري السيِّد عُبادة (1899- 1969م) أحد علماء الأزهر، ومفتي القرية وخطبيها وشاعرها، وله فضلٌ كبير في رعاية ابن أخيه في علوم الشريعة والعربية.
حفظ السَّعيد السيِّد عُبادة القرآن الكريم كاملًا قبل بلوغه الحادية عشرة من عمره، ثم حصل على شهادة الدراسة الابتدائية من معهد دُسُوق الديني الأزهري عام 1951م، ثم على الشهادة الثانوية من المعهد الأحمدي بطنطا عام 1956م بمرتبة الأول على المعهد، والثاني على القُطْر.
ثم التحق بكلِّية اللغة العربية بالقاهرة وحصل منها على الإجازة (ليسانس) عام 1960م بتقدير ممتاز وكان الثانيَ على الكلية، ثم حاز شهادة (الماجستير) عام 1967م بتقدير جيد جدًّا عن رسالته (النقد الأدبي في العصر الأموي)، ثم درجة العالمية (الدكتوراه) بمرتبة الشرف الأولى عام 1973م، عن رسالته (أبو العلاء المعرِّي الناقد الأدبي) بإشراف الدكتور عبد الرحمن عثمان، وكانت الأستاذة الكبيرة عائشة عبد الرحمن بنت الشاطئ هي من اقترحت عليه العنوان.

## شيوخه وأساتذته[3]
من أبرز مشايخه وأساتذته في مراحل دراسته المختلفة
● (في المرحلة الابتدائية):
- عمه الشيخ عبد الباري السيِّد عُبادة
- الشيخ حجاج السيد علي
- الشيخ محمد فليفل

● (في المرحلة الثانوية):
- الشيخ عبد الباسط سليم (في الفقه الحنفي والنحو)
- الشيخ محمد فوزي (في الأدب والنصوص)
- الشيخ عبد العاطي المُسَيَّر (في البلاغة)
- واستفاد من الشيوخ: محمد مصطفى، ومحمد خليل الخطيب، وكمال أحمد عون (أساتذته في الدروس الإضافية)

● (في المرحلة الجامعية والعليا):
- محمد عبد الله دراز
- محمد عبد الخالق عُضَيمة
- محمد نايل
- محمد عبد المنعم خفاجي
- أحمد إبراهيم الشعراوي
- علي عبد الواحد وافي
- محمد غنيمي هلال

## وظائفه وأعماله[4]
عمل معيدًا في قسم الأدب والنقد في كلية اللغة العربية بجامعة الأزهر عام 1963م، ثم مدرسًا مساعدًا عام 1972م، وحصل على مرتبة الأستاذية عام 1983م، ثم أحيل إلى التفرغ في عام 1999م، وعُين أستاذًا متفرغًا في الكلِّية حتى وفاته.
وعمل في كلِّية الشريعة بمكة المكرمة جامعة الملك عبد العزيز عام 1979م، ثم في كلية اللغة العربية بجامعة أم القرى من عام 1980 إلى 1983م، ثم من عام 1987 إلى 1988م. عمل في (موسوعة الشعر العربي) في عِمادة البحث العلمي بجامعة أم القرى عام 1987م.
عُين عضوًا في اللجنة العلمية لترقية الأساتذة والأساتذة المساعدين في تخصُّص الأدب والنقد في جامعة الأزهر من عام 1999م حتى عام 2006م.
واختير عضوًا بهيئة كبار العلماء في الأزهر بقرار رئاسي، بتاريخ 5/ 3/ 2020م.
أشرف على عدد من رسائل الماجستير والدكتوراه، وناقش عددًا منها.
وشارك في أربع دورات تأسيسية للتدريب على التحقيق في معهد المخطوطات العربية بالقاهرة، وشارك في دورتين لدبلوم علوم المخطوطات عامي 2017 و2018م، بتدريس مادة: (نقد تجارِب المحقِّقين).

## مصنفاته وآثاره
خلَّف عددًا من الآثار العلمية بين تأليف وتحقيق، منها:
1. أبو العلاء المعرِّي الناقد الأدبي (رسالة دكتوراه)
2. أوزان المتنبي وقوافية لأبي العلاء المعرِّي، تحقيق ودراسة
3. بيت الشِّعر وبيت الشَّعر، دراسة تأصيلية نقدية
4. ذكريات
5. رسالة الإغريض وشروحها الثلاثة (شرح صاحبها المعرِّي، وشرح البَكْرَبادي، وشرح الحيدري)، تحقيق
6. صور من البطولة في الشعر القديم
7. عبد الرحمن عثمان الأديب الناقد
8. عن أصغر ديوان للأدب الإسلامي
9. عن تجرِبتي في التحقيق بحوث ودراسات
10. فصول من النقد الأدبي
11. لزوم ما لا يلزم في ديوان الشريف الرضي
12. مُلقَى السبيل، لأبي العلاء المعرِّي، تحقيق، وقد أشاد بتحقيقه لهذا الكتاب العالم المحقق الدكتور عبد الإله نبهان قال: إن كتاب مُلقى السبيل بتحقيق السعيد السيد عبادة يُعَدُّ مثالًا لما يجب أن يكون عليه تحقيق كتب المعري، خاصة من حيثُ الضبطُ والشرح والفهرسة والتعليق على إشارات المؤلف وكناياته ومقاصده.[5]
13. مع الدين، للشاعر محمد السيد شحاته (ت 1963م) تحقيق
14. من هدي النبوة أدب التسمية
15. من تجربتي في مسيرتي
16. نصوص من نقد أبي العلاء، اختيار وتحليل

ونشر أكثر من ثلاثين بحثًا ومقالًا في صحف ومجلات شتَّى، واثني عشر بحثًا ومقالًا نقديًّا في مجلة معهد المخطوطات العربية منذ عام 2001م.
ولم يقتصر إبداعه على النثر، بل له شعر قليل منه قصيدة في 30 بيتًا، نظمها في عام 1960م بمناسبة عيد النصر على العدوان الثلاثي على مصر عام 1956م، وممَّا قاله فيها:

## وفاته وتشييعه[6]
توفي فجر الأحد 12 المحرَّم 1445هـ / 30 يوليو (تَمُّوز) 2023م، وصُلِّيَ عليه صلاة الجنازة بعد صلاة الظهر بالجامع الأزهر الشريف.

## نعيه وتأبينه
نعاه عددٌ من الجهات الرسمية:
● نعى الأزهر الشريف وإمامه الأكبر د. أحمد الطيب، العالم العلَّامة المحقق د. السعيد السيد عبادة، عضو هيئة كبار العلماء بالأزهر، أستاذ البلاغة والنقد الأدبي في كلية اللغة العربية بجامعة الأزهر، الذي وافته المنية صباح اليوم الأحد عن 89 عامًا.
ويؤكد الأزهر الشريف، أن العالم الجليل أخلص حياته لخدمة العلم وطلابه، وكان أنموذجًا في العطاء وخدمة علوم الدين واللغة ونشر رسالة الأزهر ومنهجه الوسطي والتضلُّع من تراثه، وقد رحل هذا العالم المَكين بعد أن قدَّم مكتبة علمية ثرية بالكتب والمؤلفات والتحقيقات العلمية الرصينة التي ستظل مقصدًا ومنهلًا لطلاب العلم.
● نعى الدكتور شوقي علام مفتي الجمهورية رئيس الأمانة العامة لدُور وهيئات الإفتاء في العالم، فضيلةَ العالم الجليل العلَّامة المحقق الدكتور السعيد السيِّد عبادة، عضو هيئة كبار العلماء بالأزهر.
● نعى الدكتور محمد مختار جمعة، وزير الأوقاف، العالم الجليل الأستاذ الدكتور السعيد السيد عبادة عضو هيئة كبار العلماء بالأزهر الشريف، وأستاذ البلاغة والنقد الأدبي في كلية اللغة العربية بجامعة الأزهر، والذي وافته المنية صباح اليوم الأحد عن 89 عامًا.
● تقدم الدكتور صلاح عاشور، عميد كلية اللغة العربية بالقاهرة، والوكلاء وكل منسوبي الكلية بخالص العزاء والمواساة إلى صاحب الفضيلة الإمام الأكبر الدكتور أحمد الطيب شيخ الأزهر، والدكتور محمد الضويني وكيل الأزهر، وهيئة كبار العلماء، في وفاة الدكتور السعيد عبادة عضو هيئة كبار العلماء، والأستاذ في كلية اللغة العربية بالقاهرة.